# Роузвіер
Роузвіер (англ. Rosevear) — невеличкий скелястий острів в архіпелазі островів Сіллі, Велика Британія, омивається Кельтським морем.